# Soundtrack Pro
Soundtrack Pro è un programma di audio editing e composing sviluppato da Apple, che include una collezione di oltre 5.000 campioni liberi da diritti d'autore. Scopo del programma è consentire all'utente di realizzare colonne sonore per i propri filmati in modo rapido e veloce, senza dover contattare un professionista dell'audio. Il programma fa parte delle due suite professionali Logic Studio e Final Cut Studio.
Con l'arrivo di Final Cut Pro X nel 2011 è stato dismesso.